# 山内晶大
山内 晶大（やまうち あきひろ、1993年11月30日 - ）は、日本の男子バレーボール選手。

## 来歴
愛知県名古屋市出身。出生時は体重4300グラム、身長55センチあり、中学入学時には170センチを超えていた。小学4年から中学まではバスケットボールに打ち込んだが、資格が取れるからと進学した名古屋市立工芸高等学校で志水洋監督に勧められてバレーボールに転じた。
高校2年生のときに、たまたま名古屋市立工芸高を訪れた愛知学院大学の植田和次監督の目に留まり勧誘され、同大学に進学を決める。
高校では地区予選の2回戦に進めるかどうかだったが、大学3年の2014年4月には、全日本メンバーに登録され、5月23日のワールドリーグ・ドイツ戦に出場し全日本デビューを果たした。
6月、東京オリンピックの強化指定選手である「Team CORE」のメンバーに選出された。9月、仁川で行われたアジア競技大会に出場し、銀メダルを獲得した。
2015年12月2日、Vプレミアリーグのパナソニックパンサーズが山内ら3選手の入団内定を発表した。
2018年12月入籍。
2019年、ワールドカップに出場。
2020-21シーズン、V1でベスト6を受賞。
2021年、東京オリンピックに出場。
2021-22シーズン、パナソニックのキャプテンに就任した。V1男子でベスト6を受賞した。2022-23シーズンもV1男子でベスト6を受賞した。

## 球歴
- 日本代表 2014-2025年
  - オリンピック - 2021年、2024年
  - 世界選手権 - 2018年、2022年
  - ネーションズリーグ - 2018年、2019年、2021年、2022年、2023年、2024年
  - アジア選手権 - 2015年、2017年、2019年、2021年
  - バレーボールワールドカップ - 2015年、2019年
  - ワールドリーグ - 2014年、2015年、2016年、2017年

## 所属クラブ
- 名古屋市立工芸高校（2009-2012年）
- 愛知学院大学（2012-2016年）
- パナソニックパンサーズ/大阪ブルテオン（2016年-）

## 受賞歴
- 2021年 - 2020-21 V.LEAGUE DIVISION1 MEN ベスト6
- 2022年 - 2021-22 V.LEAGUE DIVISION1 MEN ベスト6
- 2023年 - 2022-23 V.LEAGUE DIVISION1 MEN ベスト6

## 主な出演

### MV
- NICO Touches the Walls「マシ・マシ」（2016年）[17]